# Alfa Romeo 1260
L’Alfa Romeo 1260 è un motore endotermico alternativo aspirato a Ciclo Otto da competizione, progettato e costruito dall' Alfa Romeo per partecipare al mondiale di Formula 1.
È stato il primo motore che la casa del biscione ha espressamente progettato per la massima serie, dopo il suo ritiro dalla stessa alla fine del 1951, diversamente da quanto accaduto col T33 e 115-12, che erano motori per vetture Gran Turismo ed Endurance adattati alle vetture di Formula 1.
Al tempo stesso è stato anche l'ultimo motore a dodici cilindri disegnato dal marchio meneghino, e l'ultimo aspirato utilizzato dall'Alfa nella massima categoria.

## Contesto
L'Alfa Romeo tornò in Formula 1 in veste ufficiale a metà degli anni '70, quando Bernie Ecclestone (allora team manager della Brabham) era a caccia di fornitori di motori particolarmente potenti per le proprie vetture.
L'Alfa si era ritirata dalla Formula 1 alla fine del 1951 e non se ne era più interessata, salvo per la richiesta di fornitura di motori di alcuni team alla fine degli anni '60.
Ma questi motori non nascevano come propulsori di Formula 1, bensì per essere adoperati sulle vetture impiegate nelle gare di durata.
Lo stesso accadde a metà degli anni '70 quando fu Ecclestone a fare una richiesta simile, ma per soddisfare le esigenze della Brabham, l'Alfa decise di ritirarsi dai campionati endurance e concentrarsi esclusivamente sulla Formula 1, anche se sempre con motori di derivazione sportprototipi.
Ma nel 1977 la Lotus presentò una vettura innovativa, che pur con un motore poco potente come il Cosworth DFV, riusciva ad essere molto veloce grazie all'adozione di canali Venturi sotto scocca e minigonne laterali.
Colin Chapman (patron e progettista della Lotus) fu in grado di costruire una macchina simile grazie al fatto che utilizzava un motore a V, dunque molto stretto, che consentiva di ricavare i canali di Venturi ai lati della macchina.
Immediatamente questo rese secondario il vantaggio dei motori Alfa, ossia la potenza e il basso centro di gravità ottenuto grazie all'architettura a cilindri contrapposti.
La Brabham non poteva quindi costruire canali Venturi sufficientemente grandi per poter essere efficienti, per via del fatto che l'ingombro trasversale del motore era eccessivo.
Gordon Murray cercò' di ovviare con una intuizione geniale: al Gran Premio di Svezia presentò una rivoluzionaria versione "B" della Brabham BT46 dotata di un ventilatore nella parte posteriore che aspirando l'aria da sotto la vettura creava un effetto suolo ancora superiore a quello delle "vetture ala" come le Lotus. LA Vettura dominò il Gran premio con Niki Lauda vincitore e John Watson secondo, ma per le polemiche suscitate , visto il rischio che oltre l'aria il ventilatore aspirava tutto quello che trovava sulla sua strada (pietre, polvere) e li sparava sulle vetture inscia, venne messa al bando, vanificando anche lo sviluppo della "BT47", che doveva essere l'arma della scuderia per il 1979.
In un clima già difficile rapporti tra la scuderia e il proprio fornitore di motori, portarono ad un passo dalla rescissione del contratto, anche perché l'Alfa Romeo aveva avviato un progetto autonomo per scendere in pista con un proprio team, da cui nacque la 177, vettura che esordirà nella parte finale del campionato del 1979.
In ogni caso si decise per il 1979 che per poter essere competitivi era necessario utilizzare una macchina ad effetto suolo, quindi la Brabham chiese all'Alfa Romeo, di costruire un nuovo motore con architettura a V, il 1260, che negli anni equipaggerà le vetture 179 e 182, ma anche la Brabham BT48 del 1978, ultimo anno di collaborazione tra le due società. Dismesso dalla casa madre, sarà ceduto alla Osella che lo utilizzera sulle vetture FA1D/E e FA1/E nel 1983 (e per una sola gara del 1984).

## Progetto
Carlo Chiti si occupò del progetto del 1260 e anche per il poco tempo a disposizione (pochi mesi) che non consentivano una riprogettazione totale, decise di conservare quanto possibile del progetto del motore 115-12, che però non nasceva come motore di Formula 1 ma come motore per gare endurance.
Tuttavia il propulsore si era dimostrato particolarmente potente anche se non sempre affidabile, con un consumo e un peso molto maggiore dei Cosworth DFV, e nel 1977 stava dando buoni risultati.
Il nuovo progetto era imperniato sul cercare di ridurre l'ingombro trasversale del motore, dato che bisognava liberale lo spazio ai lati dello stesso per permettere ai telaisti di realizzare dei condotti Venturi abbastanza grandi. Quindi la scelta obbligata fu quella di adoperare un'architettura a V.
Rimasero invariate molte altre specificità: dal frazionamento rimase invariato ossia dodici cilindri, in modo da distribuire le sollecitazioni su più superfici possibili e ridurre gli attriti, per sfruttare maggiormente la curva di potenza e l'elasticità di marcia, così come rimasero invariati la corsa e l'alesaggio e l'interasse dei cilindri. Di fatto le teste della prima versione del motore 1260 erano le stesse del 115-12 ultima versione.
Come il basamento le testate erano dunque sempre realizzate con leghe di alluminio derivate dal settore aeronautico e le bielle in titanio e conservò lo schema plurivalvole con quattro valvole per cilindro, camere di combustione emisferiche con le valvole inclinate e le candele al centro in posizione verticale (un must Alfa Romeo), mentre le canne dei cilindri erano cromate. Confermato anche l'impianto di iniezione di tipo meccanico, realizzato dalla Lucas.
Per il 1260 si decise di disegnare un angolo di bancata di 60° e comandare una detonazione ogni 60° di angolo di manovella.
Con questa sottigliezza fu possibile equilibrare perfettamente il motore e renderlo in teoria più affidabile.
Il nuovo motore risultò più leggero di circa 10-15 kg (più vicino ma ancora lontano dal peso dei V8 Cosworth,ma decisamente più potente, sviluppando  540 cavalli a 12000 giri al minuto.